# 魯德尼亞 (波列斯卡村議會)
50°53′13″N 28°30′52″E / 50.88694°N 28.51444°E
魯德尼亞（烏克蘭語：Рудня），是烏克蘭的村落，位於該國北部日托米爾州，由科羅斯堅區負責管轄，屬於波列斯卡村議會。始建於1875年，面積0.39平方公里，海拔高度176米，2001年人口103，人口密度每平方公里264.1人。